# Аль-Вахда (футбольный клуб, Дамаск)
«Аль-Вахда» (араб. نادي الوحدة الدمشقي‎) — сирийский футбольный клуб из Дамаска. Образован в 1928 году. Домашние матчи проводит на арене «Аль-Аббасиин», вмещающей 30 000 зрителей. В настоящий момент выступает в Премьер-лиге, сильнейшем дивизионе Сирии. Клуб дважды побеждал в чемпионате Сирии и четыре раза выигрывал национальный кубок. Является постоянным участником азиатских клубных турниров, а в 2004 году клуб дошёл до финала во втором по значимости азиатском клубном турнире Кубке АФК.
В 2016 году "Аль-Вахда" получила внеочередной кубок "Девяти ценностей" –– награду Международной детской социальной программы «Футбол для Дружбы». Ежегодно Кубок вручается за наибольшую приверженность ценностям проекта: дружбе, равенству, справедливости, здоровью, миру, преданности, победе, традициям и чести. В тот год, участники программы решили вручить Кубок спорстменам "Аль-Вахда" за невероятное мужество и приверженство целям мира, которые даже во время военных действий проводили футбольные тренировки и смогли приехать на международный турнир по уличному футболу 2016 в Милане.

## Достижения
- Чемпион Сирии (2): 2004, 2014
- Обладатель Кубка Сирии (5): 1993, 2003, 2012, 2013, 2015
- Финалист Кубка АФК (1): 2004